# Kiss Károly (vegyészmérnök)
P. Kiss Károly (Debrecen, 1858. március 27. – Balatonlelle, 1914. június 13.) bölcseleti doktor, kémikus és üvegtechnikus.

## Élete
Kiss György kézműves és Pongó Juliánna fia. Középiskolai tanulmányait a debreceni református kollegiumban végezte. 1877-ben a budapesti egyetemre ment, ahol a kémia és fizika hallgatására iratkozott be. Három év múlva, mint vegyészeti ösztöndíjas növendék egyik dolgozatával pályadíjat nyert. 1881-ben bölcseleti doktorrá avatták és tanári oklevelet szerzett. Ugyanezen évben az állami gyakorló főgimnáziumban fizikát és ásványtant tanított. 1882-ben Than Károly az I. kémiai intézet igazgatója mint asszisztenst maga mellé vette, ahol a gyógyszerészek laboratóriumi dolgozatainak vezetésénél, majd a rendes előadásoknál segédkezett. Miután főnöke a kémiai és fizikai üvegeszközök szerkesztésénél ügyességét kiismerte, ez irányban való tovább képzésre serkentette, mire a Kiss a külföld elsőrendű üvegtechnikai és taneszköz-készítő műhelyeit látogatta meg részben államköltségen. Megfordult a bonni Geissler-féle híres üvegtechnikai intézetben, a Greiner és Friedrichs gyárában Stützerbachban, az Alvergniat Fréres műhelyében Párizsban; így a leghíresebb üveghuták látogatásánál és azokban folytatott gyakorlati foglalkozás által kiképezvén magát.
1886-ban Than, báró Eötvös Loránd és mások ajánlására, Trefort Ágoston miniszter a hazai ilynemű művészeti iparág meghonosítására és a tanárok laboratóriumi foglalkozásánál szükséges kézi ügyesség fejlesztése céljából, a budapesti egyetem kebelében külön üvegtechnikai laboratóriumot állított fel, melynek berendezésével és vezetésével, középiskolai tanári állással és fizetéssel őt bízta meg. Az intézmény minden tekintetben bevált és jelentékeny kultúrhivatást teljesít, úgy hogy hamarosan már létezett üveg-taneszköz, mely a magyarországi kivitelben bármely külföldivel kiállhattá a versenyt. Kiss Károly az első volt aki rendszeres vizsgálatokra először szerelt fel Röntgen-féle laboratóriumot és a téren a közoktatásügyi minisztériumtól kisérletekre ezer forint segélyt kapott.
A P. betűt neve előtt abban az időben azért használta, mert egy ugyanazon szakon és évfolyamon többen voltak Kiss Károlyok, hogy tévedés ne legyen; egyike franczia Kiss Károlynak és ő Pongó (P.) Kiss Károlynak (nagyapja nevéről) írta nevét; de amint doktor lett a P. betűt neve előtt elhagyta a Dr. írt neve elé.
Munkálatai kémia, fizika és üvegtechnika köréből a Magyar orvosok és természetvizsgálók Munkálataiban (XXII. 1883. Értekezés Hatvani debreczeni tanárról, 1897. Trencsénben tartott gyűlésről; A Röntgenféle felfedezés mai állásáról, sajtó alatt); a Debreczeni Ellenőrben (1883. decz. 27. Chemiai bűvészestély, jótékonyczélú előadás); a Természettudományi Közlönyben (1884. Állandó nitrogenfejlesztő, 1885-86. Előadáshoz való kisérletek Az üveg készítéséről és az üvegfuvársról, Lassan kisülő elektromos szikrák hatásairól, Kisérletek a nitroglycerinnel, 1895. Miért pattanik el a lámpaüveg? Pótfüzetek: Négy új készülékről, Az üvegjelzésről, 1894. A jenai üvegből készült hőmérők 0° emelkedéséről, A legújabb üvegről, A barométerről); a Mathem. és Physikai Lapokban (1894. III. Kis légnyomások megméréséről); a berlini Zeitschrfit für Instrumentenkundeban (1895. Die Schuller'sche automatische Quecksilberluft pumpe); a M. Chemiai Lapokban (1895. könyvism.); a Fővárosi Lapokban (1897. 26. sz. Látogatásom Röntgen laboratoriumában és a M. Fényképészek Lapjában); a M. Hirlapban (1897. 63. sz. A Röntgen-féle felfedezés mai állásáról, felolvasás); a M. Fényképészek Lapjában (1897. A másik Röntgen-féle kiállításról).

## Munkái
- A szénkőnenyek égése chlorgázban. Bpest, 1882. Két táblával. (Pályadíjat nyert mű. Értekezések a term. tudom. kör. XII. 7.)
- A chemiai változásokról. Uo. 1885. Hét ábrával. (Népszerű természettudom. előadások gyűjteménye VIII. 51.)
- A Schuller-féle higanyos légszivattyú működési képességének meghatározása. Uo. 1894. (Mathem. és természettud. Értesítő XII. 8. 9.)
- Die vollkommenste selbsthätige (automatische) Quecksilber Luftpumpe ist die Schuller'sche. Uo. 1894. (Különnyomat a Mathem. u. Naturw. Anzeiger der Akademie XII. kötetéből.)
- Schuller'scher permanenter Quecksilberdestillirapparat. Uo. 1894.